# Moderní české překlady bible
Pojmem moderní české překlady bible se v širším smyslu rozumí překlady bible do nové češtiny, tj. překlady vzniklé po Bibli kralické a svatováclavské, v užším smyslu překlady vzniklé po r. 1900. Překlady 18. a 19. století totiž stále úzce navazují na předchozí kralicko-svatováclavskou linii, zatímco na začátku 20. století (v práci Sýkorově, Hejčlově a Žilkově – viz dále) dochází ke zlomu v metodologii překladu a zejména v užití jazykových prostředků ve výsledném českém textu. 

## 18. století
Čeští nekatoličtí emigranti vydali tři vydání celé Bible (Bible hallská) a asi osm vydání Nového zákona, vesměs založených na Kralické bibli. Z podnětu císařovny Marie Terezie připravili v letech 1778–1780 revizi Svatováclavské bible (tzv. Bible císařská) dva buditelé, Václav Fortunát Durych a František Faustin Procházka. Oba vědci přitom přihlíželi k Bibli kralické, museli však spěchat. Proto se pak odhodlali k novému překladu. Procházka vydal svůj Nový zákon roku 1786 a celou tzv. Procházkovu bibli 1804. Ta se pak stala základem řady dalších vydání.

## 19. století
Roku 1821 vyšel v Praze málo známý překlad Tomáše Draského (1791–1843), faráře v Hluboši u Příbrami. Má pět svazků s titulem Výklad český všech Písem svatých staré i nové smlouvy z původních jazyků. Významný je právě tím, že Draský překládal z hebrejštiny a z řečtiny. Vedle nových vydání Bible Procházkovy (1851 a 1857) vyšlo v letech 1860–1864 její upravené vydání od I. Frencla a J. F. Desoldy, což je první česká Bible tištěná latinkou. Souběžně s tím vydal i kněz a knihovník František Bezděka (1798–1864) tzv. Bibli Bezděkovu (1862–1865) s textem blízkým Bibli kralické a s ilustracemi Josefa Mánesa.
Nový překlad Nového zákona z latinské Vulgáty s pozoruhodným a obsáhlým výkladem vydal v letech 1864–1872 v šesti svazcích známý sběratel písní a pohádek a brněnský profesor teologie František Sušil. V letech 1884–1894 vyšla tzv. Zlatá bible s ilustracemi slavných malířů a v letech 1888 a 1894 reprezentační dvousvazková Bible s kresbami Gustava Dorého.

## 20. století
Roku 1915 vydal evangelický farář a známý spisovatel Jan Karafiát svoji revizi Kralické bible. Úplně nový překlad Nového zákona z Vulgáty a s přihlédnutím k řeckému textu vydal v letech 1909 a 1914 pražský profesor Jan Ladislav Sýkora. S novým překladem Starého zákona od olomouckého profesora Jana Hejčla vyšla v letech 1917–1925 celá Bible jako tzv. Hejčlův překlad a v lidovém vydání 1922–1923 jako tzv. Podlahova bible. Sýkorův Nový zákon, revidovaný Hejčlem, vyšel pak ještě v letech 1926, 1933, 1940 (s komentářem) a 1946.
Pentateuch přeložili rabíni Gustav Sicher a Isidor Hirsch (vyšlo 1932, 1935, 1938, 1939 a 1950, reprint New York 1985).
Samostatně do češtiny přeložil Nový zákon profesor pražské Komenského evangelické fakulty František Žilka (1933, překlad se vyznačuje moderním, nijak nearchaizujícím jazykem) a v roce 1947 vyšel překlad Nového zákona od Rudolfa Cola (Nový zákon Pána našeho Ježíše Krista), založený na kritickém vydání řeckého textu; vyšel pak ještě v roce 1961 a 1969. Roku 1948 vyšel v Olomouci překlad dominikána Pavla Škrabala, který pak znovu vyšel 1969 v Římě. V roce 1969 vydal Ondřej Petrů v Římě vlastní překlad Nového zákona, ve spolupráci se Z. Švédou. Petrů a Švejda měli při své překladatelské práci již k dispozici první část vznikajícího ekumenického překladu v rukopise.
Samostatně Starý zákon přeložil prof. Josef Heger; překlad vycházel od roku 1940 po jednotlivých knihách a snažil se zachovat původní ráz hebrejských textů. Vcelku vyšel až v letech 1955–1958 s úpravami J. Merella a F. Kotalíka. Roku 1948 vyšel ve čtyřech svazcích literární (laický) překlad Vladimíra Šrámka pod názvem Písmo. Z původních jazyků a s přihlédnutím k Nové Vulgátě přeložil Starý zákon i Václav Bogner (vyšel v letech 1973–1978).
Několik biblických knih (především tzv. básnické knihy) přeložil také v polovině 20. století hebraista Stanislav Segert ve spolupráci s několika soudobými českými literáty. V těchto překladech, ač jsou doprovázeny velmi podrobným odborným komentářem, jde ale spíše o zachování literární a básnické hodnoty biblických knih, než o vystižení jejich teologického smyslu. Proto se text v celé řadě míst a řešení neshoduje s běžnými překlady (např. zásadně hebrejská jména pouze transkribuje a nepoužívá jejich zavedenou českou podobu). Většina těchto překladů vyšla v souboru Pět svátečních svitků (obsahuje knihy Ester, Rút, Píseň písní, Pláč a Kazatel) v roce 1958. V roce 1968 dále vyšla navíc samostatně Kniha Jóbova, kterou dle Segertova překladu přebásnil Vilém Závada, v letech 1964 a 1969 vyšla znovu Píseň písní v přebásnění Jaroslava Seiferta.
Obdobné literární přebásnění některých textů Starého zákona (Kniha Job, Kniha žalmů, Kniha přísloví, Kniha Kazatel, Píseň písní, Nářek Jeremiášův) vydal česko-izraelský básník Viktor Fischl v roce 2002 pod názvem Poezie Starého zákona.
Svědkové Jehovovi pořídili překlad Bible z anglického překladu New World Translation, a nazvali jej Překlad nového světa. Překlad je v moderním jazyce a ani v různých modlitbách a osloveních určených Bohu nejsou použity archaismy. Text Písma není parafrázován, naopak překlad chce být tak doslovný, jak jen to soudobá čeština umožňuje. Tyto biblické překlady byly psány na psacím stroji a rozmnožovány ještě před listopadem 1989 v Rakousku, poté pašovány do Československa, stejně jako obdobně šířená vydání Strážné věže. Kolem roku 1991 začaly vycházet tištěné exempláře Překladu nového světa, po roce 2000 i v revidovaném vydání a poté i se studijními poznámkami, a to z tiskáren Wachtturm Geselschaft v Německu.

## Český ekumenický překlad
Myšlenka společného mezikonfesního českého překladu celé Bible začala vznikat již za 2. světové války. Přípravné práce trvaly až do 60. let. Vlastní překlady byly zahájeny pod vedením a z iniciativy profesorů Evangelické teologické fakulty UK Miloše Biče (starozákonní skupina) a J. B. Součka (novozákonní skupina) v roce 1961. Pracovaly na nich dva týmy odborníků, kteří spolupracovali i s konzultanty ze Spojených biblických společností. Překladatelé vycházeli z kritických vydání hebrejských a řeckých originálů knih Bible.
V roce 1970 byla publikována první část, kniha Genesis. V roce 1973 čtyři evangelia, v roce 1975 žalmy, v roce 1978 druhá část Nového zákona a v roce 1979 k výročí Bible kralické konečně celá Bible. Nový zákon vyšel také samostatně poprvé v roce 1987 s barevnými fotografiemi, podruhé, opatřený výkladovými poznámkami, v roce 1991. 
Ekumenický překlad se vyznačuje dobře čtivou, spisovnou češtinou a prosadil se velmi rychle; katolická církev jej doporučila k užívání prostřednictvím kardinála Tomáška v roce 1985.
Poslední revize vyšla v roce 2001 a od té doby v řadě vydání.

## Na počátku 21. století
Na počátku 21. století vyšlo šest nových překladů celé Bible do češtiny a jedno přebásnění pěti poetických knih: 
- Bible 21 (původně označena jako NBK) je překlad, na kterém v letech 1994 až 2009 pracovali Alexandr Flek a Jiří Hedánek (a zpočátku i Pavel Hoffman). Jeho cílem bylo zpřístupnit text Kralické Bible současnému čtenáři přepisem do moderní češtiny a pro práci na něm byla pořádána i sbírka. Deklarovaný záměr však nebyl dodržen a místo slíbené „Nová Bible Kralické“ vychází „Bible, překlad 21. století“. Ta měla být, dle překladatelů, více srozumitelná dnešnímu čtenáři a po masivní reklamní kampani se stala nejprodávanější knihou roku 2009. [2]
- Český studijní překlad (ČSP) zpracovala evangelikální Křesťanská misijní společnost, která v roce 2000 pro tento účel vytvořila samostatný subjekt Nadační fond překladu Bible. Překlad klade důraz na co největší přesnost a konkordantnost, tedy aby se totéž slovo či slovní spojení originálu na všech místech překládalo stejně, pokud není zvláštní důvod pro překlad odlišný. Text je doprovázen podrobnými poznámkami především jazykovědného charakteru. Nová smlouva (Nový zákon) byla vydána v roce 1994 a revidována v roce 2000 a 2007. Překlad Staré smlouvy (Starého zákona) byl započat v roce 1999. Celá Bible byla vydána v létě 2009.
- Bible kralická revidovaná – revize Kralické Bible (převedení KB do dnešní češtiny a oprava podle jazyků originálu). Vedoucím projektu je Pavel Hoffman. Nový Zákon měl být původně vydán v roce 2010 a celá Bible v roce 2018 [3], ale ani tento termín opět nebyl dodržen.
- Slovo na cestu – volná parafráze ve snaze přiblížit Písmo dnešnímu čtenáři. Nový zákon byl vydán v r. 1989 a revidován v r. 2000, celá bible byla vydána v roce 2011. Jednotlivé biblické knihy v tomto překladu byly vydány v letech 1994–2003 v edici Průvodce životem, spolu s komentářem k biblickému textu (překlad díla Life Application Bible) v projektu Mezinárodní biblické společnosti.
- Jeruzalémská bible – česká verze proslulého francouzského katolického překladu La Bible de Jérusalem z roku 1956, díla Jeruzalémské biblické školy, která vznikla roku 1890 iniciativou dominikánského řádu. Pro kvality překladu, podložené důkladným vědeckým zkoumáním, a především kvůli rozsáhlým hodnotným poznámkám se brzy začala Jeruzalémská bible převádět i do jiných jazyků. Z iniciativy dominikána Dominika Duky začal roku 1980 vznikat také český překlad (František X. a Dagmar Halasovi, Terezie Brichtová); nejprve v ilegalitě v době komunistického režimu, od konce r. 1989 už bez starostí o možnost a způsob publikování. Základním principem překladu byla věrnost originálu, teprve na dalším místě srozumitelnost a literární hodnota. Výsledné znění biblických textů bylo vypracováno metodou srovnávacího překladu z francouzské předlohy a původních biblických jazyků, z hlediska terminologie byla inspirací také tradice českých překladů 20. století. Roku 2009 ji v jednosvazkovém vydání vydalo Karmelitánské nakladatelství.
- Český katolický překlad – revize a dokončení překladu Václava Bognera (1911–1988), snaha o katolický překlad k liturgickým účelům. Žaltář vyšel 1973, Nový zákon s poznámkami 1989, Pentateuch 2006 (revize a poznámky: Jaroslav Brož, Josef Hřebík, Petr Chalupa, Pavel Jartym, Mlada Mikulicová a Ladislav Tichý).
- Bible – studijní překlad Miloše Pavlíka – překlad Miloše Pavlíka (1922–2009) z původních jazyků s přihlédnutím k překladu J. N. Darbyho. Na překladu do češtiny a slovenštiny pracoval v letech 1982 až 2009. Překlad Nového Zákona vyšel tiskem v roce 1995, knižní vydání překladu celé Bible vyšlo v roce 2014.[4]
- Daniel Raus přebásnil pět poetických biblických knih (Píseň písní, Jób, Kazatel, Žalmy, Přísloví), jež byly publikovány v knižní podobě a též jako audionahrávky – Biblická poezie (audioknihy).
- Český liturgický překlad – revize Bognerova katolického překladu (od roku 2017)[5]